# Друмбанда
Друмбанда или Друмбета (на гръцки: Λυσσασμένη, Лисасмени или старо Ντρουμπάντα, Друмбанда) е река в Егейска Македония, Гърция, десен приток на Бистрица (Алиакмонас).

## Път
Реката извира под името Ватилакос в най-източните разклонения на Пинд и тече в източна посока. Приема серия малки леви и десни притоци, от които най-голям е левият Турника. Минава южно от Милеа и под името Друмбанда с влива в Бистрица срещу местността Кулурия, северно от Аспрокамбос.

## Име
В 1969 година името на реката е сменено от Друмбанда на Лисасмени.